# 台灣農林
台灣農林股份有限公司，簡稱農林，業務範圍包括茶葉百貨、土地開發、觀光休閒農場等，總部位於台灣新竹縣湖口鄉。2019年，由三陽工業集團吳清源出任董事長。

## 沿革

### 三井時期
台灣農林前身為日本的三井物產合名會社，明治32年（1899年）在台灣海山郡（臺北州）及大溪郡（新竹州）闢建茶廠，購置新式製茶機械，規模性發展台灣地區的製茶產業。因日本政府為了避免台灣茶葉與本土的綠茶競爭，政策上鼓勵台灣產銷紅茶，三井合名會社在臺北州至新竹州一帶丘陵區辦造林兼開闢茶園，在角板山、大豹、 大寮、龜山、磺窟、乾溝、三叉、銅鑼灣等地陸續設製茶工廠，並推出自有品牌「日東紅茶」進行外銷，企圖與英國的「立頓紅茶」競爭，台灣紅茶在此一時期出口外銷量也漸漸超越烏龍與包種茶葉。昭和12年（1937年），三井會社將台灣紅茶命名做「Formosa Black Tea」送至英國倫敦拍賣會，佳評如潮，但太平洋戰爭爆發之後，台灣茶園遭到破壞，茶園栽種面積雖之縮減，產業也因此受挫，直到戰爭結束後才漸漸回升。

### 公營時期
二戰結束之後，國民政府開始接收大量日本在台產業。由於日產在台龐大複雜，民國35年（1946年）一月，台灣省行政長官公署單獨成立「日產處理委員會」，清查各項產業的標售和債權業務清算；直到民國36年（1947年）四月，才完成調查和接管的初步階段。根據1947年「日企歸公」，公營可分「國營」、「國省合營」、「省營」、「縣市營」以及「中國國民黨黨營」五種性質。三井物產合名會社轄下撥交56個企業單位予「台灣農林公司」接管，隸屬「省營」性質，56個企業單位數合計估算資本額舊台幣95,128,000元。:26-29
民國38年（1949年）五月底，台灣區生產事業管理委員會（簡稱「生管會」）成立，接收台灣地區全數日資企業。日資企業原是民營公司，被生管會接管之後即改組成公營。生管會負責管理當時全部的日資企業，主任委員由臺灣省政府主席陳誠兼任，真正主事者是副主任委員尹仲容。:323

### 民營時期
1950年6月15日，台灣農林民營化。
1955年3月10日，台灣農林於臺北市三軍球場舉行民營化後第一次股東大會，由董事長楊宣誠主持，中華民國經濟部部長尹仲容、中華民國內政部次長鄧文儀、臺灣省政府主席嚴家淦列席指導。
民國95年（2006年）台灣農林由林金燕掌理，民國99年（2010年）土地開發商詹連凱加入經營團隊，雙方理念不合，集團內部紛爭許久。直到民國106年（2017年）三陽工業吳清源入主台灣農林，民國108年（2019年）形成三方共治，吳清源出任台灣農林董事長，集團內部才稍稍平息長期的經營糾紛。

## 組織
根據2023年台灣農林官方網站所公告組織架構，以董事長、副董事長為首，由總經理負責掌理集團事務，下轄「運籌中心」、「管理中心」、「觀光暨銷售中心」、「茶葉製造中心」以及「公共事務處」。

## 茶園、觀光部門

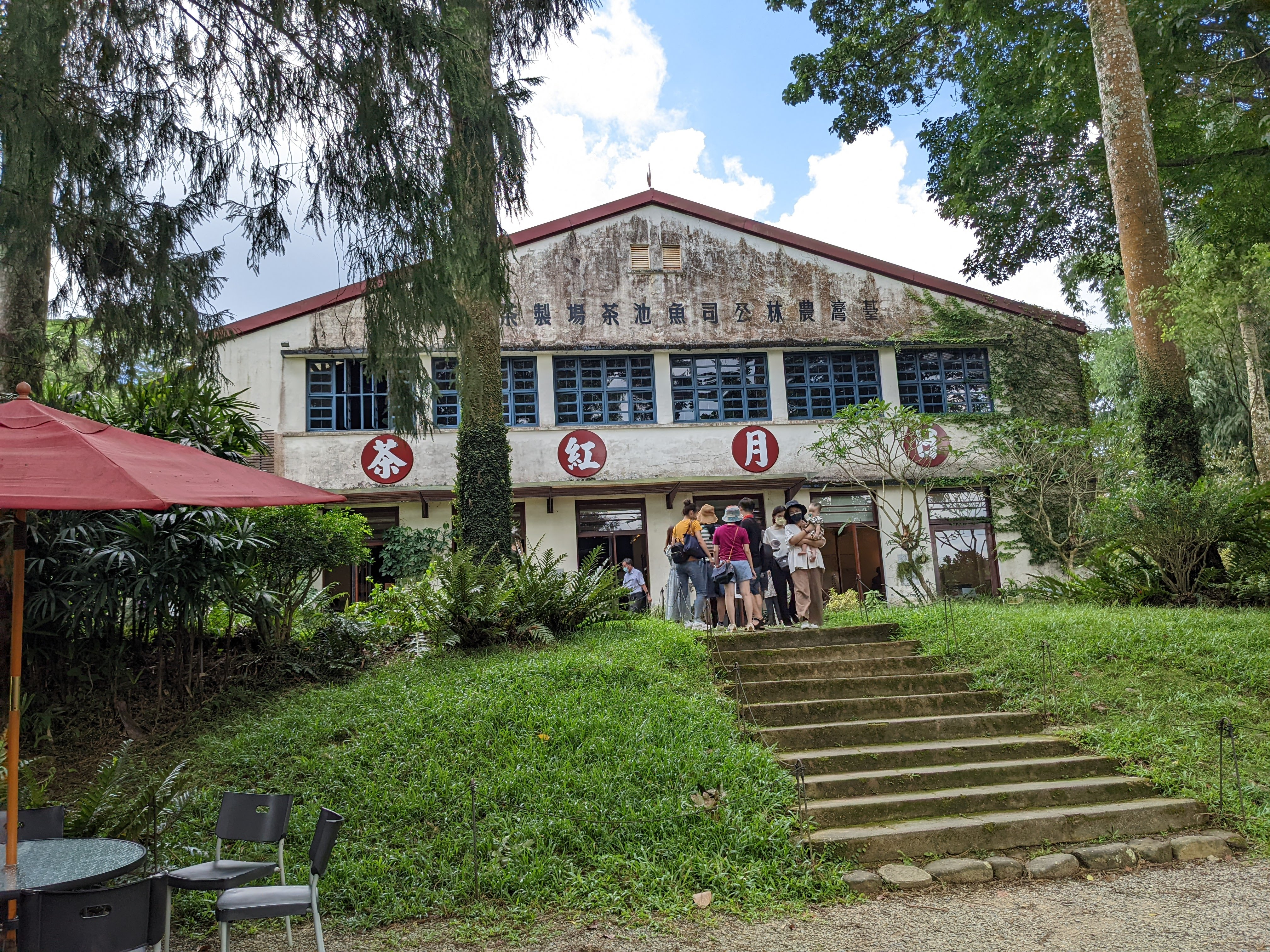
日月老茶廠，地址：555 南投縣魚池鄉中明村有水巷38號。

台灣農林經營茶園以及觀光休閒農場，諸如：

### 生產製造處
- 熊空茶廠
- 三義茶廠
- 魚池茶廠
- 老埤茶廠

### 觀光休閒事業處
- 大寮茶文館
- 大溪老茶廠
- 銅鑼茶廠
- 日月老茶廠
- 鹿篙咖啡莊園
- 企總小舖

## 外部連結
- 台灣農林股份有限公司 （页面存档备份，存于）
- 台灣農林茶葉網站 （页面存档备份，存于）
- 台灣農林的Facebook專頁